# 중앙아프리카 은행
중앙아프리카 은행(프랑스어: Banque des États de l'Afrique Centrale, BEAC)은 중앙아프리카 경제통화공동체에서 사용되는 중앙아프리카 CFA 프랑을 발행하는 중앙은행이다. 1972년 설립되었다.
본부는 카메룬 야운데에 있다.

## 구성원
- 가봉
- 적도 기니
- 중앙아프리카 공화국
- 차드
- 카메룬
- 콩고 공화국

## 같이 보기
- 서아프리카 중앙은행